# Prismatomeris fragrans
Prismatomeris fragrans är en måreväxtart som beskrevs av Geddes. Prismatomeris fragrans ingår i släktet Prismatomeris och familjen måreväxter.

## Underarter
Arten delas in i följande underarter:
- P. f. andamanica
- P. f. fragrans